# كولبينار (أديامان)
كولبينار (بالكردية: Golpinar‏) (بالتركية: Gölpınar)‏ هي قرية كرديّة رشوانيّة تتبع إداريّاً لمديرية أديامان في محافظة أديامان التركية الواقعة في جنوب شرق الأناضول. بلغ عدد سكانها 68 نسمة في عام 2021.